# Stjärnstarr
Stjärnstarr (Carex echinata) är en flerårig gräslik växt inom släktet starrar och familjen halvgräs. Stjärnstarr växer tuvad, har styva strån som är sträva upptill och har ljust gråbruna basala slidor. Dess gröna glänsande blad blir från 1 till 2,5 mm breda, styva och nästan lika långa som stråna. Axsamlingen blir från 1,5 till 3,5 och har stjärnlika ax som inte sitter längre ifrån varandra än sju mm. Hanblommorna sitter nederst i varje ax. De blekt rödbruna axfjällen blir från 2 till 2,5 mm, är brett hinnkantade och har en grön mittnerv. De mörkbruna fruktgömmena blir från tre till fyra mm, har tvär bred bas och en näbb med inåtböjd spets. Stjärnstarr Blir från 10 till 40 cm hög och blommar från maj till juni.

## Utbredning
Stjärnstarr är vanlig i Norden och återfinns vanligtvis på fuktig, ganska mager mark, såsom myrkanter, diken, körspår, stränder, sumpskogar, betesmarker och hedar. Dess utbredning i Norden sträcker sig till hela syd- och mellanFinland, Åland, hela södra och mellersta Sverige, hela Norge, Danmark, Färöarna och stora delar av Islands kuststräcka.